# Hohenwarthe
Hohenwarthe is een plaats en voormalige gemeente in de Duitse deelstaat Saksen-Anhalt, en maakt deel uit van de Landkreis Jerichower Land.
Hohenwarthe telt 1.453 inwoners.